# Хорхеліна Рімольді
Хорхеліна Рімольді (ісп. Jorgelina Rimoldi, 6 жовтня 1971) — аргентинська хокеїстка на траві.
Срібна призерка Олімпійських Ігор 2000 року, учасниця 1996 року.
Переможниця Панамериканських ігор 1991, 1995, 1999 років.
Переможниця Трофею чемпіонів 2001 року.
Срібна призерка Чемпіонату світу 1994 року.